# 托伊岑湖
52°59′32″N 13°34′0″E / 52.99222°N 13.56667°E
托伊岑湖（德語：Teutzensee），是德國的湖泊，位於該國西南部，由勃蘭登堡州負責管轄，處於烏克馬克縣，長0.3公里、寬0.2公里，面積0.004平方公里，海拔高度54米。